# Бабяк
Ба́бяк (болг. Бабяк) — село в Благоєвградській області Болгарії. Входить до складу громади Белиця.

## Населення
За даними перепису населення 2011 року у селі проживали 820 осіб.
Національний склад населення села:
| Національність   | Кількість осіб | Відсоток |
| ---------------- | -------------- | -------- |
| болгари          | 660            | 93,5%    |
| цигани           | 26             | 3,7%     |
| турки            | 8              | 1,1%     |
| інша             | 12             | 1,7%     |
| не визначились   | 0              | 0%       |
| Всього відповіли | 706            |          |

Розподіл населення за віком у 2011 році:
Динаміка населення: